# Yvonne Sassinot de Nesle
Yvonne Sassinot de Nesle (* 17. Februar 1937 in Saigon, Französisch-Indochina) ist eine französische Kostümbildnerin.

## Leben
Geboren in Saigon, wo sie ihre ersten zwölf Lebensjahre verbrachte, absolvierte Yvonne Sassinot de Nesle ein Studium der Kunstgeschichte an der École du Louvre, einer renommierten Hochschule für Kultur und Kommunikation in Paris, und studierte parallel dazu im Atelier des Malers Marcel Roche. Dieser empfahl ihr, Kostümbildnerin zu werden. Als solche war Sassinot de Nesle von Anfang der 1960er bis Ende der 1970er Jahre regelmäßig beim französischen Fernsehen tätig und kam dabei unter anderem bei Nina Companéez’ Fernsehmehrteiler Die Damen von der Küste (1979) zum Einsatz. Nebenher begann sie, Kostüme für Theater-, Ballett- und Operninszenierungen anzufertigen.
Ab 1982 entwarf sie Kostüme für Kinoproduktionen wie Andrzej Wajdas Danton (1983) mit Gérard Depardieu in der Titelrolle. Für Volker Schlöndorffs Proust-Verfilmung Eine Liebe von Swann aus dem Jahr 1984 erhielt Sassinot de Nesle, die sich frühzeitig auf historische Kostüme spezialisierte, den seinerzeit erstmals in der Kategorie Beste Kostüme vergebenen französischen Filmpreis César sowie eine Nominierung für den BAFTA Award. Es folgten vier weitere César-Nominierungen, unter anderem für Philippe de Brocas Historienfilm Chouans! – Revolution und Leidenschaft (1988), der wie Danton zur Zeit der Französischen Revolution spielt. Im Laufe der Jahre wirkte Sassinot de Nesle auch unter der Regie von Bertrand Tavernier, Francis Girod und Jean-Jacques Annaud und schuf Filmkostüme für Stars wie Alain Delon, Sophie Marceau, Emmanuelle Béart und Uma Thurman. Für Annauds in Saigon spielende Literaturverfilmung Der Liebhaber (1992) konnte Sassinot de Nesle auf ihre Kindheitserfahrungen in ihrer Geburtsstadt zurückgreifen, von denen auch ihre Vorliebe für Seide herrührt.
2006 war sie zuletzt für die Kostüme eines Films verantwortlich; sie widmete sich anschließend der Malerei. Zuvor hatte sie bereits als Illustratorin gearbeitet und 1983 eine französische Neuauflage von Guillaume Apollinaires Das Bestiarium oder Gefolge des Orpheus bebildert. 2009 erhielt sie für ihre Verdienste als Kostümbildnerin den Ordre national du Mérite. Ihr Ehemann Jean-Claude de Nesle ist als Regisseur tätig.

## Filmografie (Auswahl)
- 1965: La Redevance du fantôme (TV-Film)
- 1967: Huckleberry Finn (TV-Film)
- 1971: Le Soldat et la Sorcière (TV-Film)
- 1972: La Mare au diable (TV-Film)
- 1974: Madame Bovary (TV-Film)
- 1979: Die Damen von der Küste (Les Dames de la côte) (TV-Miniserie)
- 1981: Les Fiancées de l’empire (TV-Miniserie)
- 1982: Guy de Maupassant
- 1983: Danton
- 1984: Eine Liebe von Swann (Un amour de Swann)
- 1984: Ein Sonntag auf dem Lande (Un dimanche à la campagne)
- 1985: Adieu Bonaparte
- 1986: Zärtliche Versuchung (Les Exploits d’un jeune Don Juan)
- 1986: Der sechste Tag (Al-yawm al-Sadis)
- 1988: Chouans! – Revolution und Leidenschaft (Chouans!)
- 1989: Sehnsucht nach Australien (Australia)
- 1989: Manon Roland (TV-Film)
- 1990: Henry & June
- 1990: Jean Galmot – Flammen über Cayenne (Jean Galmot, aventurier)
- 1990: Lacenaire
- 1992: Der Liebhaber (L’Amant)
- 1992: Casanovas Rückkehr (Le Retour de Casanova)
- 1995: L’Amour conjugal
- 1998: Voleur de vie
- 2000: Vatel
- 2002: Le Frère du guerrier
- 2006: Aurore

## Auszeichnungen
- 1985: Nominierung für den BAFTA Award in der Kategorie Beste Kostüme für Eine Liebe von Swann
- 1985: César in der Kategorie Beste Kostüme für Eine Liebe von Swann
- 1989: Nominierung für den César in der Kategorie Beste Kostüme für Chouans! – Revolution und Leidenschaft
- 1991: Nominierung für den César in der Kategorie Beste Kostüme für Lacenaire
- 1993: Nominierung für den César in der Kategorie Beste Kostüme für Der Liebhaber
- 1996: Nominierung für den Molière in der Kategorie Beste Kostüme für Gertrud
- 2001: Nominierung für den César in der Kategorie Beste Kostüme für Vatel
- 2009: Ordre national du Mérite